# 바디프랜드
바디프랜드(영어: BODYFRIEND)는 대한민국의 안마의자 제조 기업이다.

## 논란
창업자 강웅철 전 이사회 의장과 사모펀드 한앤브라더스의 대주주 한주희가 회사 경영권을 놓고 분쟁을 벌이다 서로를 횡령 등 혐의로 고소하였다.